# Granja de peletería

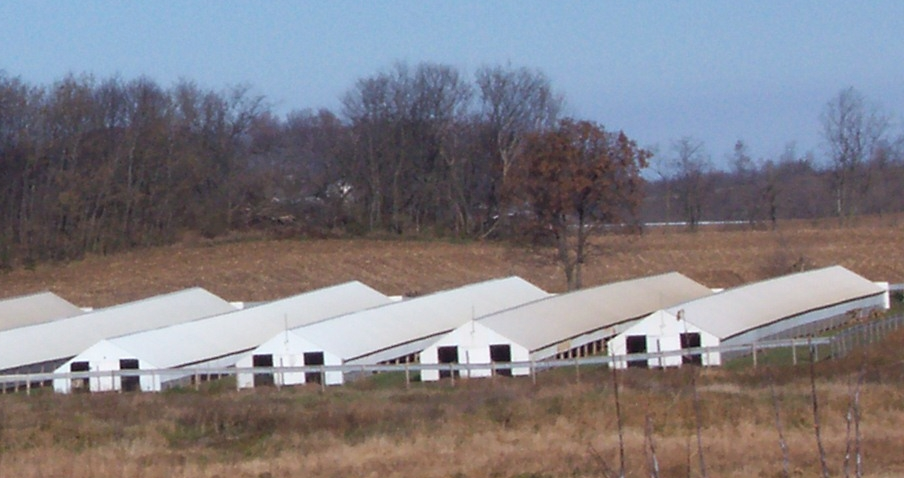
Una granja de visones en los Estados Unidos.

Una granja de peletería es una instalación dedicada a la cría de determinado tipo de animales para el aprovechamiento de sus pieles (peletería).
El animal que de forma más habitual es explotado para el aprovechamiento de su piel es el visón. En el año 2003, Dinamarca tenía la mayor industria peletera de visones, con un 35 % de la producción mundial. Las principales granjas peleteras se encuentran en Dinamarca, Finlandia, Noruega y los Países Bajos en Europa. China también dispone de una importante industria peletera y es el mayor importador y reexportador de pieles del mundo.
La demanda de pieles cayó a finales de la década de 1980 y en la década de 1990 debido a varios factores, entre ellos la incapacidad de los diseñadores de proporcionar nuevos modelos atractivos y también a los esfuerzos de los defensores de los derechos de los animales. Sin embargo, desde el año 2000 las ventas de pieles han vuelto a aumentar en todo el mundo, debido a la aparición de nuevas técnicas de diseño y el incremento de la demanda en China y Rusia. Esta creciente demanda ha llevado a la aparición de numerosas granjas peleteras como en China, donde grupos activistas como Personas por el Trato Ético de los Animales (PETA), han denunciado el maltrato de los animales criados en estas instalaciones (que en ocasiones son desollados vivos) y la naturaleza de algunas métodos de matanza. En España se calcula que hay actualmente alrededor de 50 granjas de visones aunque la industria peletera afirma que existen 70. En octubre de 2009, la ONG Igualdad Animal presentó una investigación sobre las granjas de visones en España mostrando imágenes grabadas en su interior y con cámara oculta. En febrero de 2009, la organización Equanimal presentó una nueva investigación acerca de estas granjas, realizada entre febrero y diciembre de 2008.

## Historia
Las primeras granjas peleteras de Norteamérica aparecieron en la década de 1860. Históricamente, el comercio de pieles había jugado un importante papel económico en los Estados Unidos. Tramperos y peleteros exploraron extensos territorios de Norteamérica, y la moda de los sombreros de castor provocó una intensa demanda y competencia en el mercado de las pieles. Desde la segunda mitad del siglo XX, vendedores y consumidores de pieles han sido criticados debido a la crueldad percibida en la captura y muerte de animales, y debido a la disponibilidad de otras fibras naturales y sintéticas que sustituyen a las pieles de animales.
Actualmente, el 85 % de las pieles de la industria peletera proceden de animales criados en granjas. El animal más explotado es el visón, seguido del zorro. La chinchilla, el lince, e incluso el hámster también han sido criados por su piel. El 64 % de las granjas peleteras se encuentra en Europa del Norte, el 11 % en Norteamérica, y el resto dispersas por todo el mundo, en países, como China, Argentina y Rusia.

## Tipos

### Visón

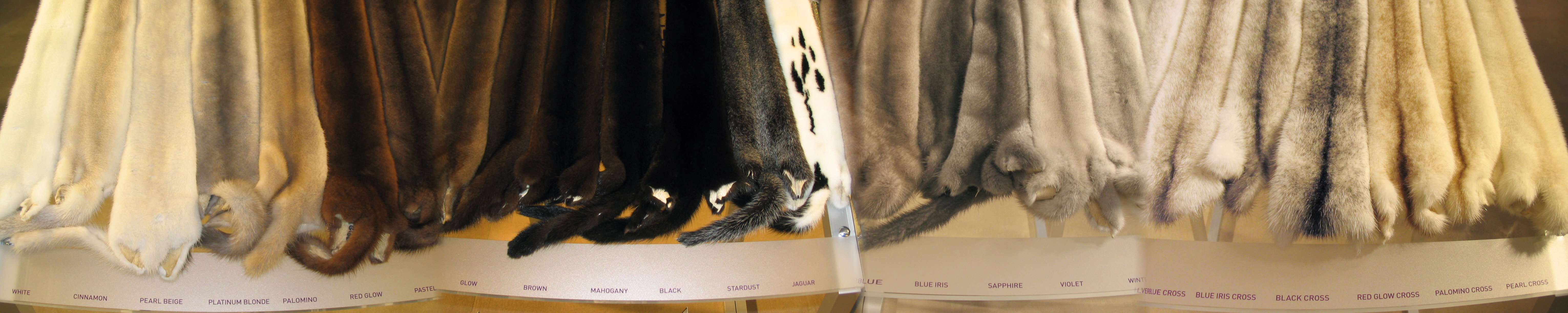
Colores de piel de visón.

El visón ha sido criado para el aprovechamiento de su piel en los Estados Unidos desde hace al menos 130 años. En el año 2005, los Estados Unidos eran el cuarto productor mundial de pieles de visón después de Dinamarca, China y los Países Bajos. Los visones normalmente se aparean en marzo y paren a sus cachorros en mayo. Los granjeros vacunan a los visones contra el botulismo, moquillo, enteritis, y si es necesario, contra la neumonía. Son cuidados y alimentados hasta noviembre-diciembre. Los métodos para matar animales en los Estados Unidos en las granjas peleteras están regulados por asociaciones veterinarias que tienen jurisdicción sobre las granjas de cría de todo tipo de animales.  
El visón blanco sólo vivía hasta época reciente en Europa del Norte. Percy Verner Noble, un granjero canadiense, introdujo la especie en su granja en 1968, y se ha convertido en una parte importante de la industria peletera norteamericana.

### Chinchilla

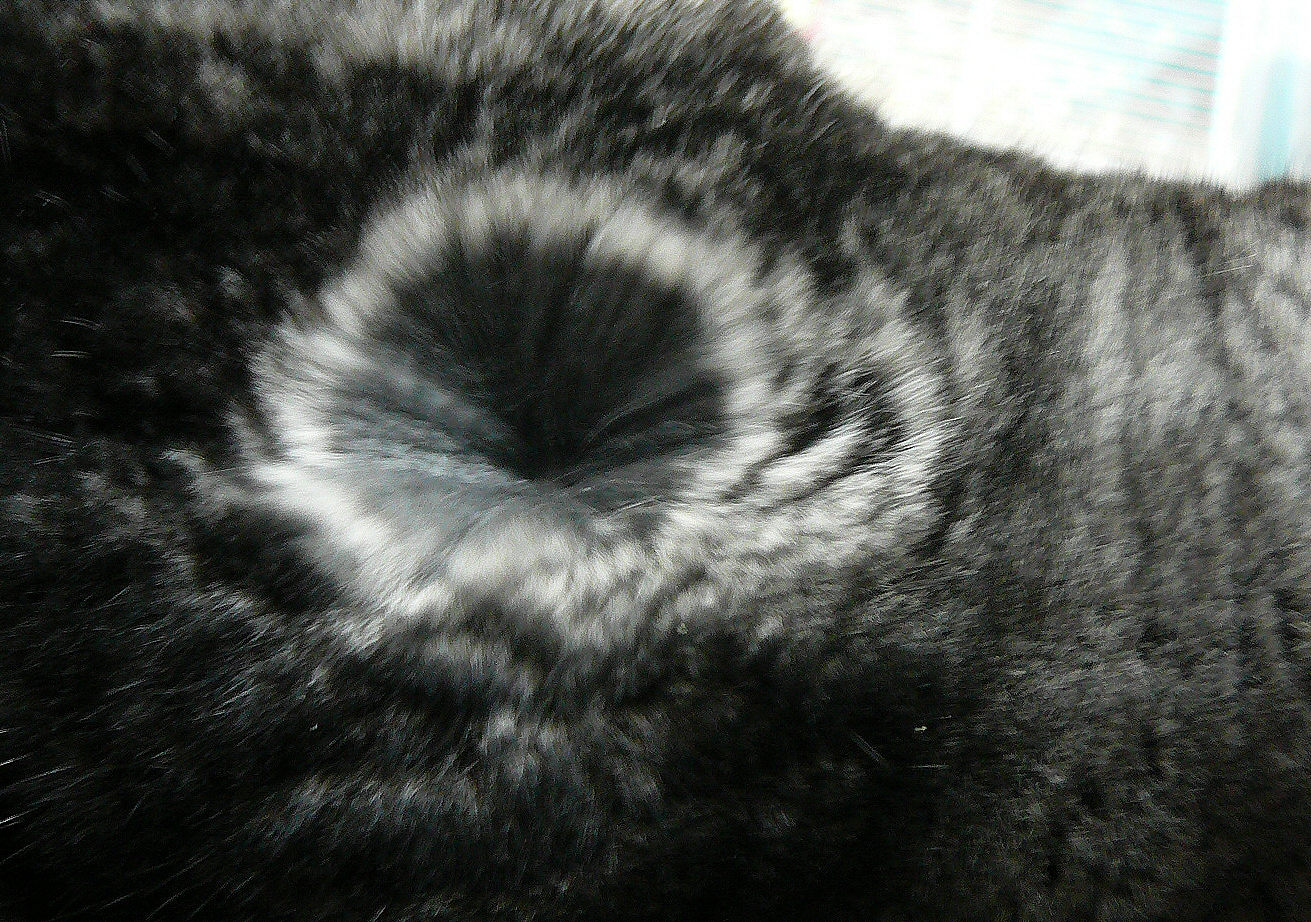
Chinchilla.

El comercio internacional de pieles de chinchilla se remonta al siglo XVI y el animal (cuyo nombre significa ("pequeña chincha") recibió su nombre del pueblo chincha de los Andes, que vestían con sus pieles. A finales del siglo XIX la especie se había vuelto muy rara. En 1923 Mathias F. Chapman capturó 11 chinchillas salvajes y las llevó a los Estados Unidos, donde comenzó el proceso de cría industrial.
La cantante pop Madonna llevaba un abrigo de piel de chinchilla, elaborado con unas 40 pieles en diciembre del año 2006. un acto de ostentación que enfureció a los activistas por los derechos de los animales, que acusaron a la cantante de ignorar la realidad de la crueldad de las granjas peleteras.
Empress Chinchilla es la principal asociación mundial de granjeros de chinchillas, muchos de los cuales se encuentran en California. 

### Zorro

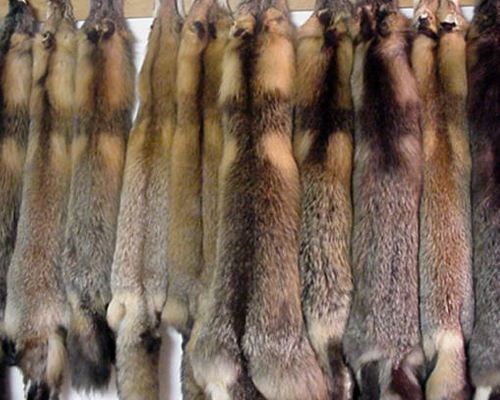
zorro cruzado.

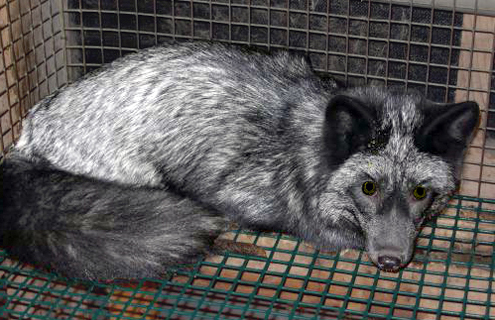
zorro plateado en una jaula.

Finlandia es el principal productor mundial de pieles de zorro. En los Estados Unidos las pieles de zorro se producen en diez estados, siendo Wisconsin y Utah los dos principales. La producción de pieles de zorro de Canadá es entre diez y quince veces superior a la de los Estados Unidos.

### Perros y gatos
Las poblaciones de perros y gatos salvajes son controladas en todo el mundo. Aunque muchos países queman los cuerpos por cuestiones sanitarias, en muchos países la carne y las pieles son utilizadas. Aunque estos productos no son aceptables para los consumidores de muchos países, que han prohibido su importación. Estados Unidos prohibió la importación, exportación o venta interna de productos hechos de carne o piel de perros y gatos en el año 2000 después de la emisión de varios videos que mostraban el trato recibido por los perros y gatos dedicados a este comercio. 
En 2005, la organización suiza Swiss Animal Protection presentó una investigación sobre la industria peletera china, en la que se mostraban perros siendo despellejados en pleno estado de conciencia.

### Conejo

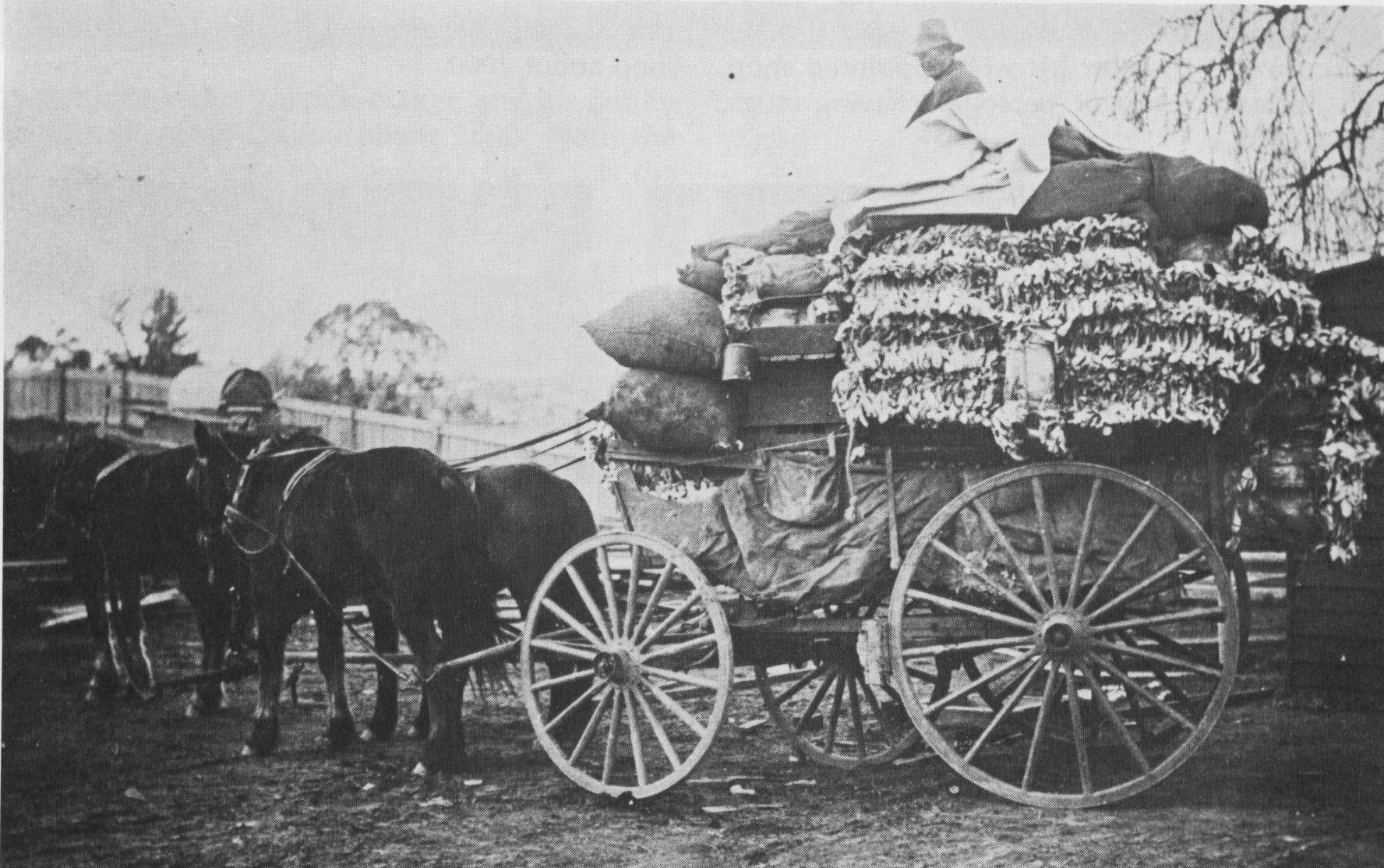
Un cargamento de pieles de conejo (1905).

La principal raza de conejos utilizada en la industria peletera es la Rex.Los animales son criados hasta 3 años y normalmente paren dos veces año. Los gazapos son separados de su madre a las 4 semanas y alimentados hasta las 7-8 semanas, momento en que se les separa en jaulas individuales, donde permanecen 6-7 meses y son sacrificados con su pelaje de invierno. La tasa de mortalidad suele ser del 10-15 % debido a enfermedades respiratorias.
Otra raza de conejo utilizada en peletería es la orylag, criada sólo en Francia. También se aprovecha su carne. Son sacrificados en torno a las 20 semanas. Esta raza fue genéticamente manipulada y desarrolla por el Institut National de la Recherche Agronomique (Instituto Nacional de Investigación Agronómica). Su constitución es más delicada y la tasa de mortalidad suele ser de 25-30 %.
En sus jaulas los conejos suelen sufrir rotura de huesos y lesiones traumáticas, sobre todo cuando son trasladados.

## Controversia
Los oponentes al mercado de las pieles afirman que los métodos utilizados en las granjas peleteras están enfocados a maximizar los beneficios sin preocuparse del bienestar físico o psicológico de los animales.
Como ocurre con otros tipos de cría de animales en cautividad a gran escala, las condiciones de vida de los animales varían y son objeto de gran debate. Por ejemplo, de acuerdo con People for the Ethical Treatment of Animals (PETA), algunos peleteros encierran a los animales en jaulas demasiado pequeñas, impidiendo que se muevan más de unos pocos pasos. Este hacinamiento y cautiverio resulta muy estresante para los visones, animales que estado salvaje pueden llegar a ocupar un territorio de 10 km². Las condiciones de cautividad pueden llevar a los visones a herirse con las jaulas o automutilarse, mordiéndose la piel, la cola, las patas y rompiéndose los dientes con los barrotes, moviéndose en círculos de forma frenética sin parar. Varios zoólogos de la Universidad de Oxford que han estudiado visones en cautividad han descubierto que a pesar de la cría de sucesivas generaciones en cautividad, los visones no han sido domesticados y sufren enormemente, especialmente si no tienen la posibilidad de bañarse o nadar. Los zorros y otros animales también sufren trastornos similares y en ocasiones se canibalizan unos a otros como reacción a su cautiverio.

### Vídeos
- Adelanto investigación en las granjas peleteras de España de Igualdad Animal en Vimeo
- Tráiler de la investigación en las granjas peleteras de España de Equanimal en Vimeo
- Investigación en las granjas peleteras chinas subtitulada al español en Vimeo
- El comercio de pieles
- investigación en una granja de chinchillas

- Datos: Q375560
- Multimedia: Fur-farming / Q375560